# 福安市各级文物保护单位列表
本列表是福建省宁德市福安市的各级文物保护单位。

## 全国重点文物保护单位
| 名称         | 编号         | 类型   | 地点                           | 时代   | 公布       | 图片 |
| ------------ | ------------ | ------ | ------------------------------ | ------ | ---------- | ---- |
| 狮峰寺       | 6-587        | 古建筑 | 福安市溪柄镇柏柱洋村           | 明至清 | 2006.05.25 |      |
| 福安黄氏祠堂 | 8-0328-3-131 | 古建筑 | 福安市阳头街道阳下村黄厝巷58号 | 清     | 2019.10.07 |      |

## 福建省文物保护单位
| 编号  | 名称                                                         | 年代   | 地址                 | 坐标                                            | 类别                     | 图片 | 备注                                                                    |
| ----- | ------------------------------------------------------------ | ------ | -------------------- | ----------------------------------------------- | ------------------------ | ---- | ----------------------------------------------------------------------- |
| 2-13  | 中共闽东临时特委和闽东苏维埃政府旧址——斗面村、晒日山、狮峰寺 | 1934年 | 福安市溪柄镇柏柱洋村 | 26°59′18″N 119°46′30″E / 26.98833°N 119.77500°E | 革命遗址及革命纪念建筑物 |      | 1985福建省文物保护单位。 “狮峰寺”2006年被列为第六批全国重点文物保护单位 |
| 6-43  | 太后公厅                                                     | 明     | 福安市晓阳镇晓阳村   |                                                 | 古建筑                   |      | 2005.05.11                                                              |
| 7-140 | 富溪补阙祠                                                   | 清     | 福安市溪潭镇凤林村   |                                                 | 古建筑                   |      | 2009.11.16                                                              |
| 8-32  | 倪下塔                                                       | 宋     | 福安市甘棠镇倪下村   |                                                 | 古建筑                   |      | 2013.01.28                                                              |
| 8-50  | 廉村城堡                                                     | 明     | 福安市溪潭镇廉村     |                                                 | 古建筑                   |      | 2013.01.28                                                              |
| 8-174 | 桂林王氏宗祠                                                 | 清     | 福安市穆云乡桂林村   |                                                 | 古建筑                   |      | 2013.01.28                                                              |
| 10-11 | 郭鸣琳墓                                                     | 明     | 福安市潭头镇富罗坂村 |                                                 | 古墓葬                   |      | 2020.11.19                                                              |

## 福安市文物保护单位
- 刘中藻墓	县级	古墓葬	清代	福安市赛岐镇	1984.10
- 郭鸣琳墓	县级	古墓葬	明代	福安市潭头镇	1984.10
- 三宝寺	县级	古建筑	清代	福安市城关龟山顶	1984.10
- 灵霄塔	县级	古建筑	明代	福安市城南文笔山	1984.10
- 隆坪牌坊	县级	古建筑	清代	福安市穆云畲族乡隆坪村	1984.10
- 灵岩寺石雕	县级	石刻碑记	宋代	福安市溪潭镇城山村后山	1984.10
- 东山雪洞	县级	石刻碑记	明代	福安市康厝畲族乡东山村南面山上	1984.10
- 育婴堂	县级	近现代重要史迹及代表性建筑	民国	福安市溪潭镇溪潭村	1991.07
- 陈就冈墓	县级	古墓葬	明代	福安市溪柄镇	1991.07
- 民族英灵墓	县级	革命遗址纪念建筑物	1952年	福安市韩阳溪口	1991.07
- 郑氏祠堂	县级	古建筑	清代	福安市溪柄镇榕头村	1991.07
- 上杭木牌楼	县级	古建筑	清代	福安市城关上杭街虎井弄	1991.07
- 百岁坊	县级	古建筑	清代	福安市溪潭镇西安村北2公里	1991.07
- 登烛桥	县级	古建筑	清代	福安市潭头镇棠溪村北1公里	1991.07
- 钟氏神牌供奉祠堂	县级	古建筑	清代	福安市坂中畲族乡大林村	1991.07
- 历代石雕碑刻廊	县级	石刻碑记	宋清	福安市富春公园	1991.07
- 甘棠暴动旧址（刘氏宗祠）	县级	革命遗址纪念建筑物	1934年	福安市甘棠镇甘棠村北门	1991.07
- 闽东革命烈士陵园	县级	革命遗址纪念建筑物	1957年	福安市新华路	1991.07
- 顶头天主教堂，县级	近现代重要史迹及代表性建筑	1932年	福安市下白石镇顶头村	1991.07
- 闽东革命纪念馆	县级	革命遗址纪念建筑物	现代	福安市新华北路2号	1991.07
- 高岑补阙祠	县级	古建筑	明代	福安市溪潭镇高岑村	2001.04
- 陈文翰、陈璞玉墓	县级	古墓葬	中华民国	福安市穆云畲族乡	2002.07
- 施梦枢墓	县级	古墓葬	宋代	福安市坂中畲族乡	2004.09
- 奎光阁	县级	古建筑	清代	福安市莲池广场南边金山顶	2004.09
- 虎井	县级	古建筑	宋代	福安市城北上杭路	2004.09
- 溪头寨桥	县级	古建筑	清代	福安市溪尾镇下邳村	2004.09
- 张如翰墓	县级	近现代重要史迹及代表性建筑	中华民国	福安市赛岐镇	2004.09
- 溪东天主堂	县级	近现代重要史迹及代表性建筑	中华民国	福安市城阳乡溪东村	2004.09
- 翁窑硋窑	县级	古遗址	清代	福安市城阳镇	2013.02
- 富罗坂吴景祥墓	县级	古墓葬	明成化（1468）	福安市潭头镇	2013.02
- 陈永昌墓	县级	古墓葬	清光绪（1902）	福安市康厝畲族乡	2013.02
- 苏洋刘氏俊八墓	县级	古墓葬	明弘治	福安市罗江街道	2013.02
- 坦洋施光凌墓	县级	古墓葬	清光绪（1898）	福安市社口镇	2013.02
- 大车宫	县级	古建筑	清代	福安市甘棠镇大车村	2013.02
- 东坑佛塔	县级	古建筑	宋代	福安市潭头镇东坑村	2013.02
- 东门刘氏祠堂	县级	古建筑	清雍正	福安市城南街道东风社区	2013.02
- 荷屿华光殿	县级	古建筑	明	福安市下白石镇荷屿村	2013.02
- 后岐八角井	县级	古建筑	明永乐（1416）	福安市甘棠镇后岐村	2013.02
- 石尖积谷桥	县级	古建筑	清乾隆（1791）	福安市康厝畲族乡石尖村	2013.02
- 廉村五进士厝	县级	古建筑	清道光	福安市溪潭镇廉村	2013.02
- 登善里栖云井	县级	古建筑	明崇祯（1644）	福安市阳头街道阳上社区	2013.02
- 秦溪连氏祠堂	县级	古建筑	始建明万历（1612）	福安市城阳镇秦溪村	2013.02
- 秦溪五福堂	县级	古建筑	明正德（1510）	福安市城阳镇秦溪村	2013.02
- 莲池三贤祠	县级	古建筑	清道光（1824）	福安市城南街道莲池社区	2013.02
- 上桃洋赵氏宫	县级	古建筑	清康熙（1686）重建	福安市潭头镇泥洋村上桃洋村	2013.02
- 狮岩隘口	县级	古建筑	明代	福安市穆阳镇中兴街居委会	2013.02
- 首洋通天圣母宫	县级	古建筑	清乾隆（1789）	福安市晓阳镇首洋村	2013.02
- 外塘渡船岸码头	县级	古建筑	明清	福安市甘棠镇外塘村	2013.02
- 王家边太后宫	县级	古建筑	清同治（1871）	福安市湾坞镇炉山村王家边自然村	2013.02
- 沃坪忠平侯王宫	县级	古建筑	清乾隆	福安市溪潭镇磻溪村	2013.02
- 西坑祖宗宫	县级	古建筑	明嘉靖（1546）	福安市潭头镇西坑村	2013.02
- 象环白莲堂	县级	古建筑	清乾隆（1793）重建	福安市赛岐镇象环村	2013.02
- 晓阳奈何桥	县级	古建筑	清光绪（1880）	福安市晓阳镇晓阳村	2013.02
- 榕头兴云寺大雄宝殿	县级	古建筑	清乾隆（1776）	福安市溪柄镇榕头村	2013.02
- 阳上李氏宅	县级	古建筑	清咸丰	福安市阳头街道阳上社区	2013.02
- 上坪洋坑桥	县级	古建筑	清同治（1868）	福安市范坑乡上坪村	2013.02
- 玉林玉亭桥	县级	古建筑	清光绪（1902）	福安市穆云畲族乡玉林村	2013.02
- 昭明寺观音阁	县级	古建筑	清	福安市湾坞镇宝林村	2013.02
- 廉岭烽火台	县级	古建筑	明、清	福安市坂中畲族乡林岭村	2013.02
- 福星堂石雕须弥座	县级	石刻碑记	明景泰（1456）	福安市晓阳镇晓阳村	2013.02
- 廉溪摩崖石刻	县级	石刻碑记	清道光（1832）	福安市溪潭镇双峰村	2013.02
- 石门漏月磨岩石刻	县级	石刻碑记	清同治（1872）	福安市城阳镇石门院村	2013.02
- 陈挺将军故居	县级	近现代重要史迹及代表性建筑	清	福安市潭头镇后洋村	2013.02
- 福安革命烈士纪念碑	县级	近现代重要史迹及代表性建筑	始建1956年	福安市赛岐镇狮子头村	2013.02
- 革命老妈妈潘玉球故居	县级	近现代重要史迹及代表性建筑	清道光	福安市溪潭镇磻溪村	2013.02
- 郭文焕烈士故居	县级	近现代重要史迹及代表性建筑	清后期	福安市城南街道南湖社区	2013.02
- 黄烽将军故居	县级	近现代重要史迹及代表性建筑	清	福安市穆阳镇苏堤村	2013.02
- 九家保纪念碑	县级	近现代重要史迹及代表性建筑	2005	福安市松罗乡南溪村	2013.02
- 立峰村革命洋楼	县级	近现代重要史迹及代表性建筑	1953	福安市溪柄镇立峰村	2013.02
- 闽东红军独立团后方医院	县级	近现代重要史迹及代表性建筑	民国	福安市溪柄镇东坪村	2013.02
- 牛山湾红旗渠	县级	近现代重要史迹及代表性建筑	1962	福安市社口镇牛山湾村	2013.02
- 松罗革命烈士之墓	县级	近现代重要史迹及代表性建筑	1985	福安市松罗乡松罗村	2013.02
- 施霖烈士后裔厝	县级	近现代重要史迹及代表性建筑	1953	福安市溪柄镇山下村田头岗自然村	2013.02
- 竹洲山畲族革命纪念碑	县级	近现代重要史迹及代表性建筑	1984	福安市穆云畲族乡竹洲山屏峰村	2013.02
- 店前詹建忠烈士故居	县级	近现代重要史迹及代表性建筑	清道光	福安市赛岐镇店前村店前86号	2013.02
- 阮伯淇烈士故居	县级	近现代重要史迹及代表性建筑	清道光	福安市潭头镇棠溪村上官巷路12号	2013.02
- 宋金紫光禄大夫陈最墓	县级	古墓葬	宋	福安市溪潭镇城山村虎头山	2020.03.12
- 樟港宋太博阮公孺人孙氏墓	县级	古墓葬	宋	福安市罗江街道樟港村加招自然村	2020.03.12
- 九龙潭摩崖石刻	县级	石刻碑记	明	福安市康厝畲族乡彭洋村	2020.03.12
- 荷洋革命洋楼	县级	近现代重要史迹及代表性建筑	近现代	福安市城阳镇荷洋村	2020.03.12
- 观里村革命洋楼	县级	近现代重要史迹及代表性建筑	近现代	福安市甘棠镇观里村	2020.03.12
- 六屿海上交通站旧址	县级	近现代重要史迹及代表性建筑	清后期	福安市下白石镇六屿村	2020.03.12
- 天竺寺革命遗址	县级	近现代重要史迹及代表性建筑	1935年	福安市甘棠镇奎住村	2020.03.12
- 泰康惨案旧址	县级	近现代重要史迹及代表性建筑	1934年	福安市赛岐镇泰康村	2020.03.12
- 苏坂黄埔三期王鼎宅	县级	近现代重要史迹及代表性建筑	晚清	福安市康厝畲族乡苏坂村王厝下龙兴路25号	2020.03.12
- 仙岩民族小学	县级	近现代重要史迹及代表性建筑	1951年	福安市坂中畲族乡仙岩村	2020.03.12